# ليني لاكروا
ليني لاكروا (بالفرنسية: Lenny Lacroix)‏ هو لاعب كرة قدم فرنسي، ولد في 6 فبراير 2003 في ستراسبورغ في فرنسا.

## وصلات خارجية
- ليني لاكروا على موقع قاعدة بيانات كرة القدم.إي يو (الإنجليزية)
- ليني لاكروا على موقع Soccerway.com (الإنجليزية)